# Mary Sey
Mary Mam Yassin Sey, còn được gọi là Mary Mam Yassin Sey và Mary Mamyassin Sey, (sinh ngày 21 tháng 3 năm 1952 và mất ngày 20 tháng 8 năm 2024) là một thẩm phán Gambian hiện đang giữ chức vụ Thẩm phán Tòa án tối cao tại Gambia và Vanuatu

## Thời gian đầu sự nghiệp
Sey từng làm việc cho Liên Hợp Quốc và Cộng đồng kinh tế của các quốc gia Tây Phi (ECOWAS) tại Liberia, đồng thời là cố vấn pháp lý tại Văn phòng Đại diện đặc biệt của Thư ký điều hành ECOWAS. Vào tháng 2 năm 2007, Sey đã được bổ nhiệm vào tòa Thượng thẩm Sierra Leone theo Chương trình Phát triển ngành Tư pháp của Hội đồng Anh. Trong thời gian ở Sierra Leone, bà đã kết án bộ trưởng y tế nước này 5 năm trong một vụ án. Bà phục vụ cho đến tháng 11 năm 2010 khi bà được Ban thư ký Khối thịnh vượng chung cử đi làm thẩm phán ở Swaziland. Bà đã phục vụ một hợp đồng hai năm trước khi được bổ nhiệm tới Tòa án phúc thẩm Vanuatu, ở Thái Bình Dương.

## Tòa án tối cao

### Vanuatu
Vào cuối năm 2015, Sey giám sát một vụ án tham nhũng mang tính bước ngoặt tại Vanuatu, với 16 thành viên của quốc hội bị đưa ra xét xử vì tham nhũng. Sey phán quyết rằng tất cả 16 người sẽ đứng ra xét xử theo Bộ luật Hình sự và Đạo luật Lãnh đạo, dù rằng chưa ai bị xét xử theo Đạo luật Bộ luật Lãnh đạo ở Vanuatu kể từ khi nó được ban hành vào năm 1998. Trong số những người bị xét xử có Phó Thủ tướng đương nhiệm, Moana Carcasses Kalosil, bốn bộ trưởng nội các khác, Chủ tịch Quốc hội, Marcellino Pipite, và hai thư ký quốc hội. Trong vụ án, Sey cảnh cáo Carcasses không được đe dọa nhân chứng sau khi một người báo cáo bị đe dọa với cảnh sát, nếu không điều kiện bảo lãnh của ông ta sẽ bị hủy bỏ.
Trong bản án, 14 người đã bị kết án, với một người đã nhận tội trước khi vụ án và một người khác được tha bổng. Sey nói với những người bị kết án: "Các ông đã được trao quyền lực và thẩm quyền. Đi kèm quyền lực và thẩm quyền là một nghĩa vụ với niềm tin của công chúng. Các ông đã phản bội lòng tin đó và vì lý do thực hiện điều đó, các ông đã phá hoại chính thể chế mà các ông có nghĩa vụ duy trì. "  Bản án kháng cáo sau đó kết luận rằng Sey "hoàn toàn chính đáng" trong phán quyết của cô.

### Gambia
Sey được Tổng thống Adama Barrow bổ nhiệm làm thẩm phán của Tòa án tối cao Gambia vào tháng 4 năm 2017.